# Beethoven Quartet
Het Beethoven Quartet (ru)  Квартет имени Бетховена is een Russisch strijkkwartet dat werd opgericht in 1923 en ontbonden in 1990. De oprichters waren de violisten Dmitri Tsyganov en Vasili Sjirinski, de altviolist Vadim Borisovski en de cellist Sergej Sjirinski. Allen waren afgestudeerd aan het conservatorium van Moskou. In 1931 veranderden zij hun naam van 'Moskous Conservatoriumkwartet' in 'Beethovenkwartet'. Gedurende enige tijd stonden zij ook bekend als het 'USSR Staats Beethovenkwartet'.

## Geschiedenis
In hun bijna 70-jarige geschiedenis voerden ze meer dan 600 werken uit. Ze namen meer dan 200 klassieke muziekstukken op van componisten uit Rusland en daarbuiten. Centraal in hun repertoire stonden de kwartetten van hun naamgever Ludwig van Beethoven, maar hun roem is vooral gebaseerd op hun uitvoeringen en opnamen van de kwartetten van Dmitri Sjostakovitsj. Vanaf 1938 werkten ze nauw met hem samen. Ze speelden de première van de nummers 2 t/m 14 van zijn vijftien strijkkwartetten. Het 3e en het 5e strijkkwartet werden aan het Beethovenkwartet opgedragen en elk van de nummers 11 t/m 14 droeg hij op aan een van de leden. Ook van zijn Pianokwintet op. 57 gaven zij in 1940 de première, met Sjostakovitsj zelf aan de piano. Hij nam dit werk twee keer met hen op.
Van veel meer componisten in de Sovjet-Unie bracht het Beethovenkwartet werken in première, bijvoorbeeld het Strijkkwartet nr. 2 in F op. 92 van Sergej Prokofjev (op 7 april 1942 in Moskou), het Strijkkwartet nr. 4 in f op. 84 van Reinhold Glière (1943), het Strijkkwartet nr. 2 in g op. 44 van Dmitri Kabalevski (1946) en de strijkkwartetten 4 t/m 13 van Nikolaj Mjaskovski, die zijn nummers 6 en 13 aan hen opdroeg. Ook verzorgden zij de première van twee strijkkwartetten van Alexander Aljabiev (1787-1851), bijna honderd jaar na diens dood. Zij traden ook op met vooraanstaande Russische pianisten als Alexander Goldenweiser, Lev Oborin, Emil Gilels en Maria Joedina.
In de loop der jaren vonden wisselingen in de bezetting plaats. In 1977 verliet primarius Dmitri Tsyganov het kwartet als laatste oorspronkelijke lid. Vasili en Sergej Sjirinski waren toen al overleden. In 1990 werd het Beethovenkwartet opgeheven.

## Bezetting
1e viool
- Dmitri Tsyganov (1923–1977)
- Oleg Krysa (1977–1990)

2e viool
- Vasili Sjirinski (1923–1965)
- Nikolaj Zabavnikov (1965–1990)

altviool
- Vadim Borisovski (1923–1964)
- Fjodor Druzjinin (1964–1988)
- Mikhail Kugel (1988–1990)

cello
- Sergei Sjirinski (1923–1974)
- Jevgeni Altman (1974–±1980)
- Valentin Feigin (±1980–1988)
- Urmas Tammik (1988–1990)